# Neckarkanal Horkheim
Der Neckarkanal Horkheim ist ein Seitenkanal des Neckars, der am Neckarkilometer 120 nach rechts abzweigt. Der Altarm des Flusses wird durch das Stauwehr Horkheim reguliert und fließt hier links an der Gemeinde Nordheim vorbei. Der Kanal führt den Großteil der Wassermenge des Flusses der Staustufe und dem Wasserkraftwerk in Horkheim zu. Kurz unterhalb der Schleuse Horkheim mit Kraftwerk (etwa bei Kilometer 117) vereinigen sich wieder beide Arme zu einem Strom.

## Übersicht
Für weitere Bauwerke siehe Liste der Neckarstaustufen.